# Glanum
Koordinaten: 43° 46′ 26″ N, 4° 49′ 57″ O

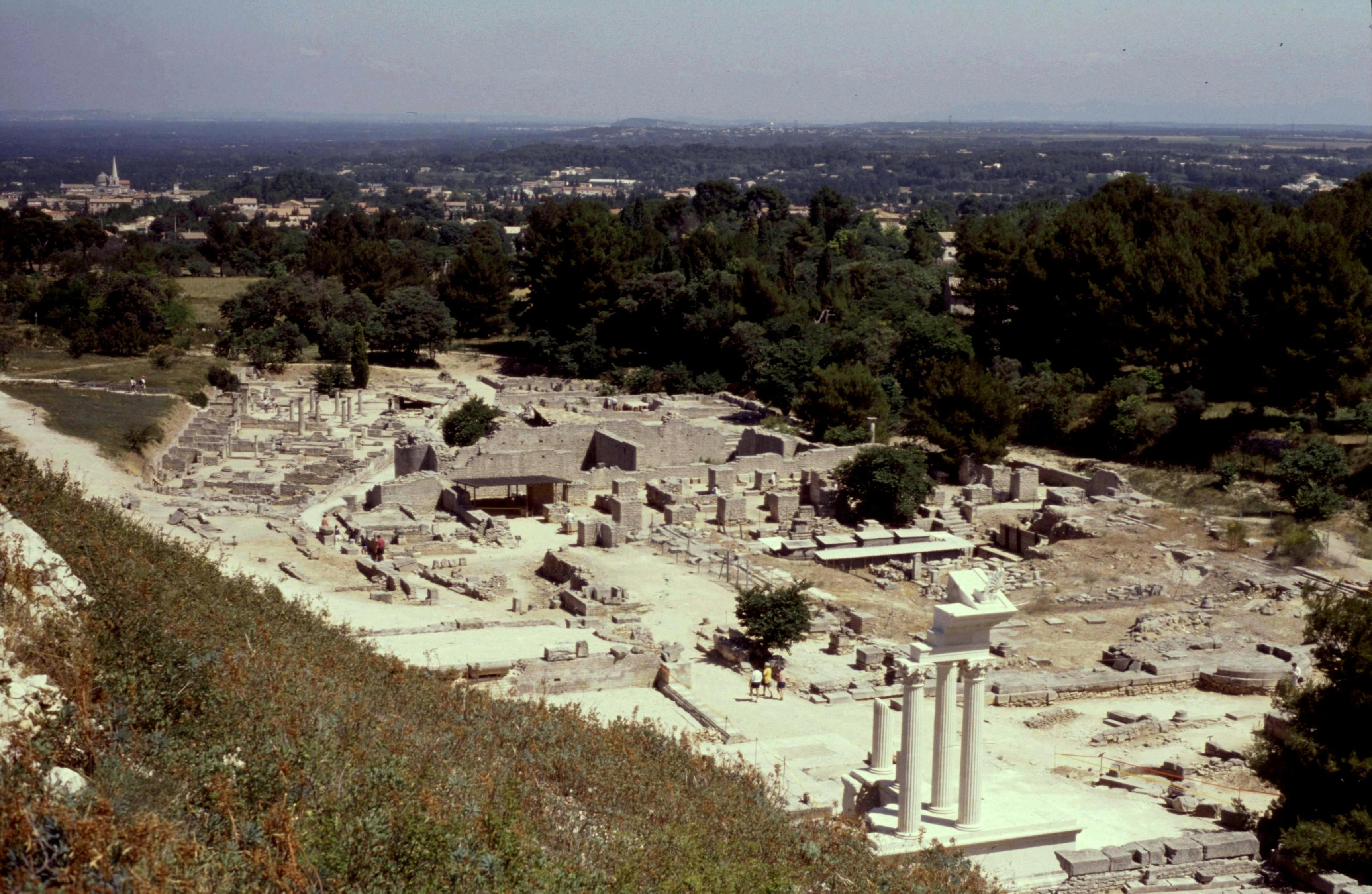
Nördliches Stadtzentrum

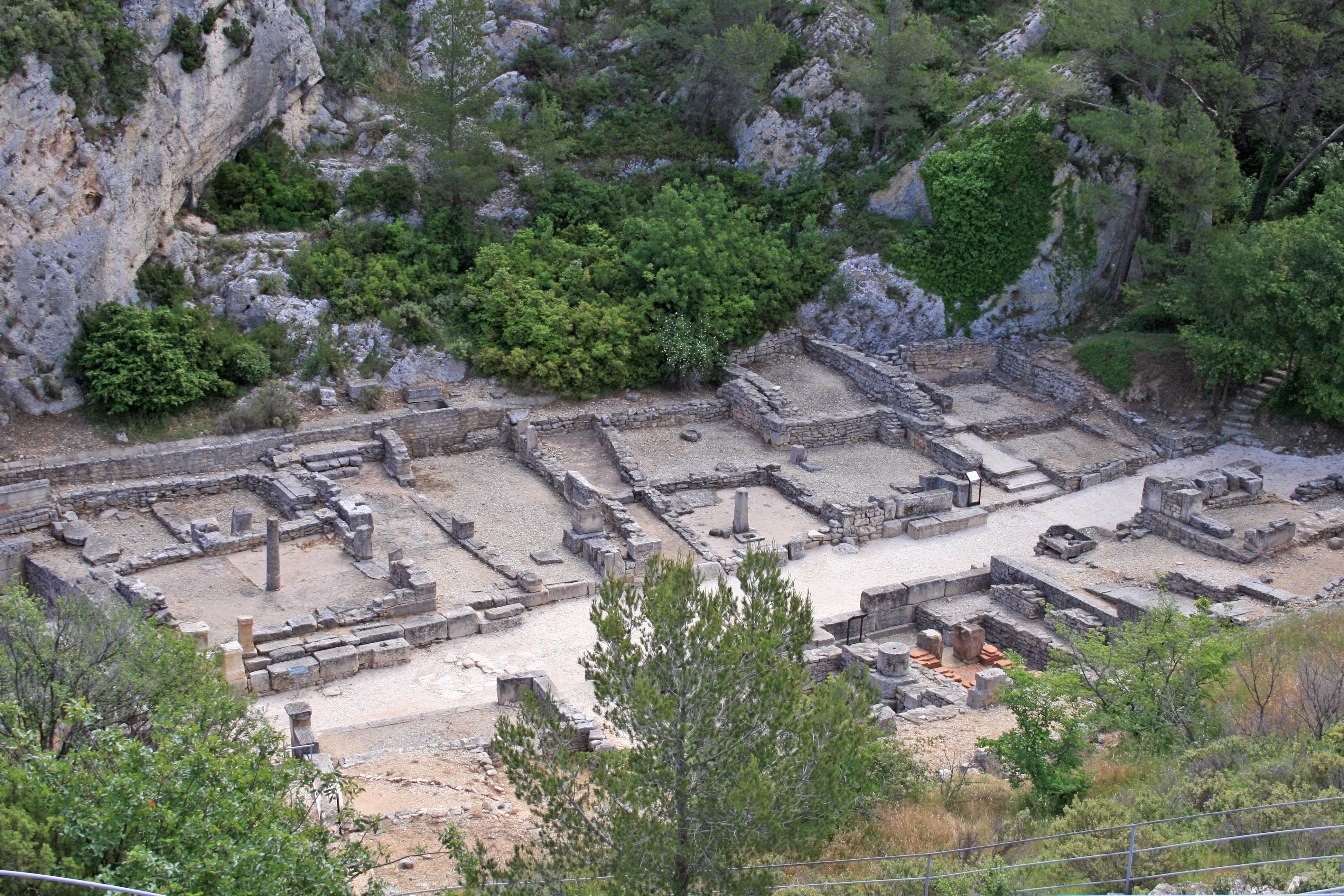
Südliches Stadtzentrum

Glanum war eine keltische, hellenistische und später römische Stadt im heutigen Südfrankreich. Das antike Zentrum ist als Ruine erhalten.

## Geografische Lage
Die Ruine liegt in der Provence an den nördlichen Hängen der Alpillen im heutigen Département Bouches-du-Rhône, ca. 20 Kilometer südlich von Avignon. Sie liegt südlich von Saint-Rémy-de-Provence unmittelbar an der D5 von dort Richtung Maussane-les-Alpilles und Les Baux-de-Provence.

## Geschichte
Die Stadt wurde von den Salluviern zunächst noch als Oppidum oder Festung auf dem Mont Gaussier gegründet. Eine Trockenmauer umgab das zwanzig Hektar große Gelände und sperrte den Pass durch die Alpilles. Ein Schrein des Keltengottes Glanis, der mit einer Heilquelle in Verbindung gebracht wird, entstand im 4. Jahrhundert v. Chr. Spätestens im Laufe des 3. Jahrhunderts v. Chr. errichteten Griechen dort ein Handelszentrum mit Namen „Glanum“. Ausgehend von Marseille wuchs der griechische Einfluss durch Händler, die die Rhone hinaufzogen. Sie brachten ihr Alphabet mit, in dem auch der lokale keltische Dialekt verschriftlicht wurde, und ihren Baustil.
Eine trapezförmige Agora wurde errichtet. Glanum bestand bereits mehrere Jahrhunderte, als es im 1. Jahrhundert v. Chr. römisch wurde. Die Römer übernahmen Schrein und Heiligtum und ebenso eine Dreiheit lokaler Müttergöttinnen, denen sie die Bezeichnung Glanicae gaben. Sie wurden mit den Matronen identifiziert. Die Göttinnen Epona und Rosmerta und der Gott Merkur waren ebenfalls präsent. Die griechische Agora machte in zwei Phasen einem römischen Forum Platz.
In augusteischer Zeit wurde die Stadt zur Kolonie aufgewertet und viele Monumentalgebäude errichtet, inklusive Thermen, eines Triumphbogens und verschiedener Tempel (einige errichteten Generäle des Kaisers Augustus, andere sein Schwiegersohn Agrippa). Vermutlich zu dieser Zeit wurde der Glanum-Staudamm errichtet, der die Kolonie mit Wasser versorgte. Eine Kanalisation, die auch für den Regenwasserabfluss in dem engen Tal sorgte, wurde angelegt.
Glanum wurde 260 im Alemannensturm zerstört und später aufgegeben. Die Einwohner siedelten einige Kilometer weiter nördlich in der Ebene an der Stelle des heutigen Saint-Rémy-de-Provence. Aber noch in der mittelalterlichen Peutinger-Karte, die auf römischen Vorlagen beruht, ist Glanum als Glano verzeichnet.

## Rezeptionsgeschichte
1564 besichtigte der französische König Karl IX. Triumphbogen und Mausoleum. Im 17. und 18. Jahrhundert wurden in diesem Bereich Münzen und Skulpturen gefunden, im 19. Jahrhundert begann der Marquis de Largoy, die Talmulde zu erforschen.
Systematisch wurde Glanum ab 1921 ausgegraben und entwickelte sich seitdem zu einer der bedeutendsten antiken Fundstätten in Frankreich. Pierre de Brun ließ die Thermen und das Gelände um die Basilika in der Unterstadt freilegen. Unter der Leitung von Henri Rolland wurde zwischen 1942 und 1969 das Gelände vom Forum bis zur Heilquelle erforscht. Ab 1982 fanden erneut Grabungen statt, bei denen unter anderem ein Brunnen aus der hellenistischen Epoche und weitere Anlagen zur Wasserversorgung untersucht wurden. Die Ausgrabungen beschränkten sich auf zwei Hektar im mittleren Tal. Zur Blütezeit der Stadt waren auch noch zwei Seitentäler und die Hügel der Umgebung bebaut. Die Hauptstraße führt von dem nicht erhaltenen Stadttor zum sakralen Bezirk mit der Heilquelle. Unter der Straße befindet sich ein mit Platten abgedeckter Abwasserkanal sowie ein kleinerer Frischwasserkanal.
Die Funde der Grabungen in Glanum befinden sich zum großen Teil in Saint-Rémy im Hôtel de Sade, das im 15. Jahrhundert von einer reichen Färberfamilie aus Avignon anstelle eines älteren Herrschaftshauses errichtet wurde und in dem sich heute ein Archäologisches Museum befindet. Vor Ort gibt es ein Besucherzentrum, in dem die Grabungsstelle auch didaktisch aufbereitet ist.

## Bauten im Außenbereich
Glanum besitzt zwei berühmte, außerordentlich gut erhaltene antike Monumente vor der ehemaligen Stadtmauer:

### Triumphbogen

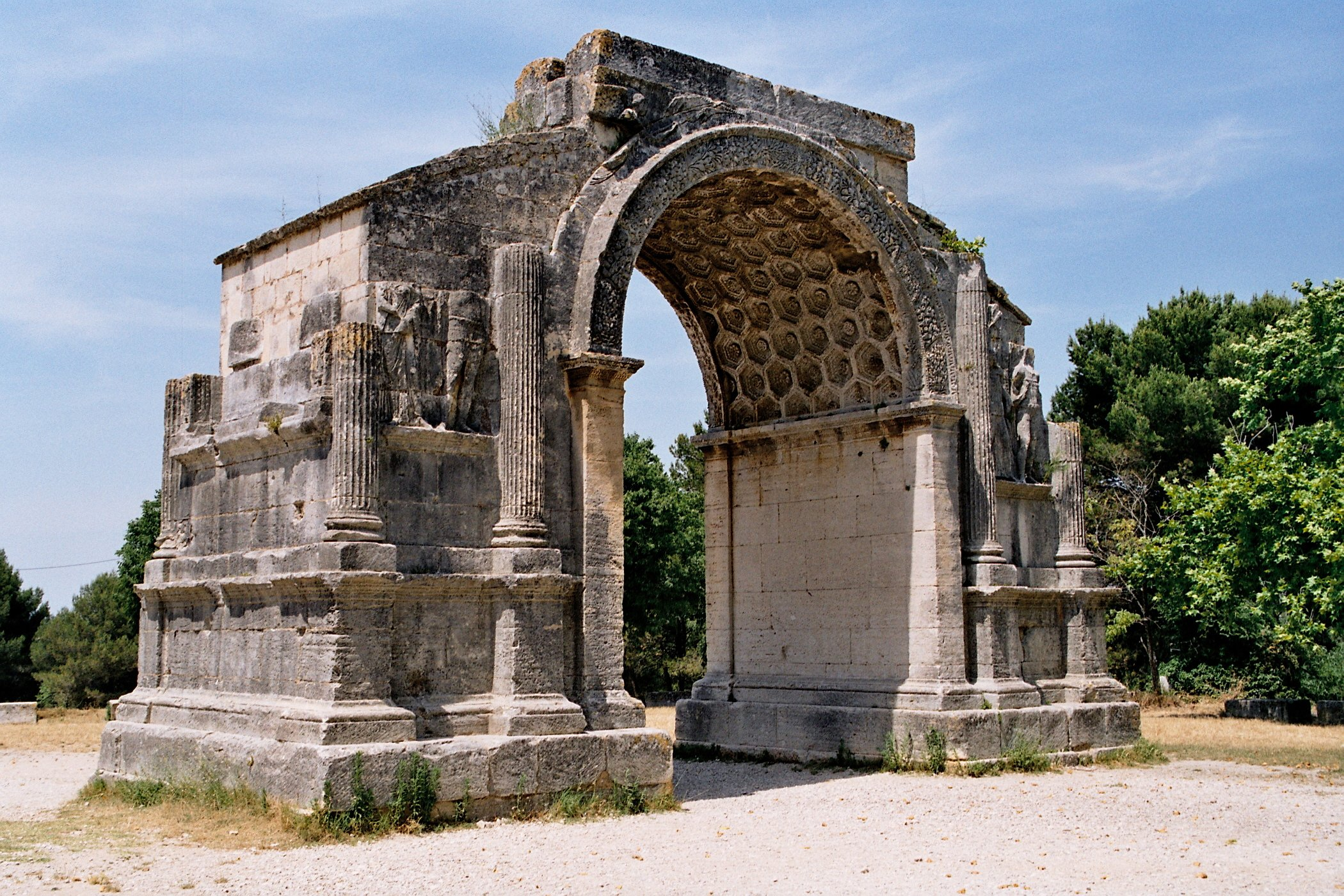
Bogen von Glanum

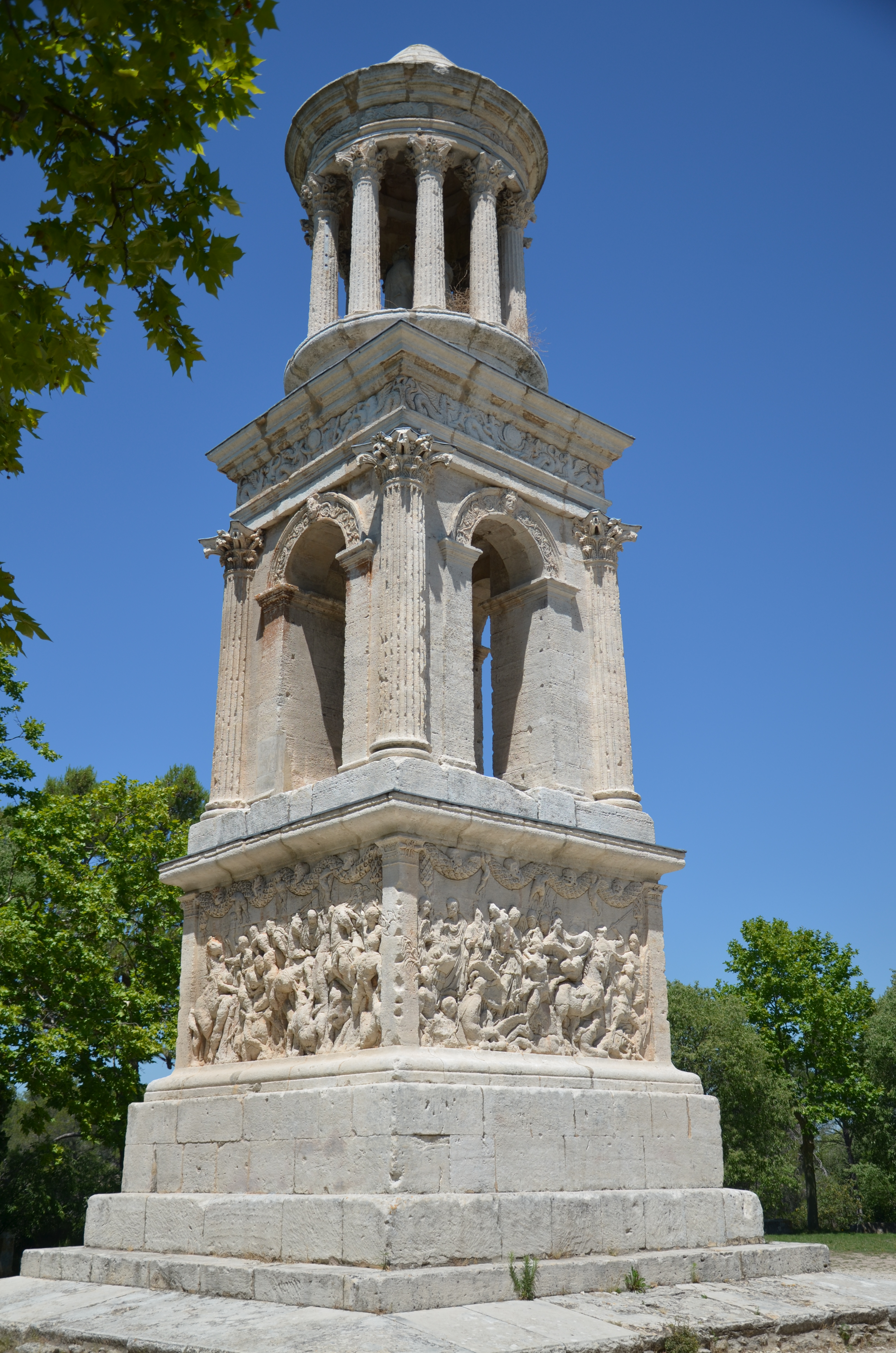
Mausoleum

Der eindrucksvolle Bogen von Glanum (12,50 m lang, 5,50 m breit, 8,60 m hoch) stammt aus der späten Regierungszeit des Augustus (27 v. Chr.–14 n. Chr.) und macht ihn damit zu einem der ältesten in Gallien. Er zeigt gallische Gefangene, die von den siegreichen Römern in Ketten abgeführt werden. Sein oberer Teil wurde im 18. Jahrhundert in Form eines Giebeldaches umgestaltet und mit Steinplatten abgedeckt, um ihn gegen Regen zu schützen. Dies gab ihm seine etwas merkwürdige Form.

### Mausoleum
Neben dem Triumphbogen befindet sich das 18 Meter hohe Mausoleum, Teil einer Nekropole außerhalb der Stadtmauer. Drei Brüder mit dem Familiennamen Julius haben es im Gedenken an ihre Eltern errichtet. Es wird auf etwa 40 v. Chr. datiert. Die Inschrift ist noch deutlich zu lesen:
| SEX.    | L.         | M.     | IVLIEI  | C. F. PARENTIBVS SVEIS       |
| Sextus, | Lucius und | Marcus | Julius, | Söhne des Gaius ihren Eltern |

Die Form des Monuments ist ungewöhnlich. Das Piedestal ist an allen vier Seiten mit Reliefs geschmückt, die historische und mythische Motive wiedergeben. Die Darstellungen zeigen die folgenden Szenen:
- Nord: Eine Kavallerieschlacht (unbekannten Datums und Ortes, möglicherweise mythisch)
- Ost: Inspiriert durch den mythischen Krieg zwischen den Griechen und den Amazonen zeigt es einen Krieger, der Trophäen seines toten Feindes nimmt.
- Süd: Die Legende von der Jagd nach dem Kalydonischen Eber, ausgeführt durch Meleagros mit Kastor und Pollux auf einem Pferd.
- West: Eine Szene aus dem Trojanischen Krieg mit dem Kampf um den Leichnam des Patroklos.

Über dem Piedestal befindet sich ein vierfacher Torbogen, der an einen Triumphbogen erinnert. Ort und Gestaltung haben vermuten lassen, dass das Monument auf die möglicherweise militärischen Verdienste des Vaters der Julier Bezug nimmt, derentwegen er das römische Bürgerrecht erhalten haben könnte. Das Kenotaph wird von einer Struktur bekrönt, die an einen Rundtempel oder eine Tholos erinnert und in der zwei Togastatuen aufgestellt sind (heute Kopien), möglicherweise Vater und Großvater der Stifter.

## Bauten in der Stadt

### Thermen

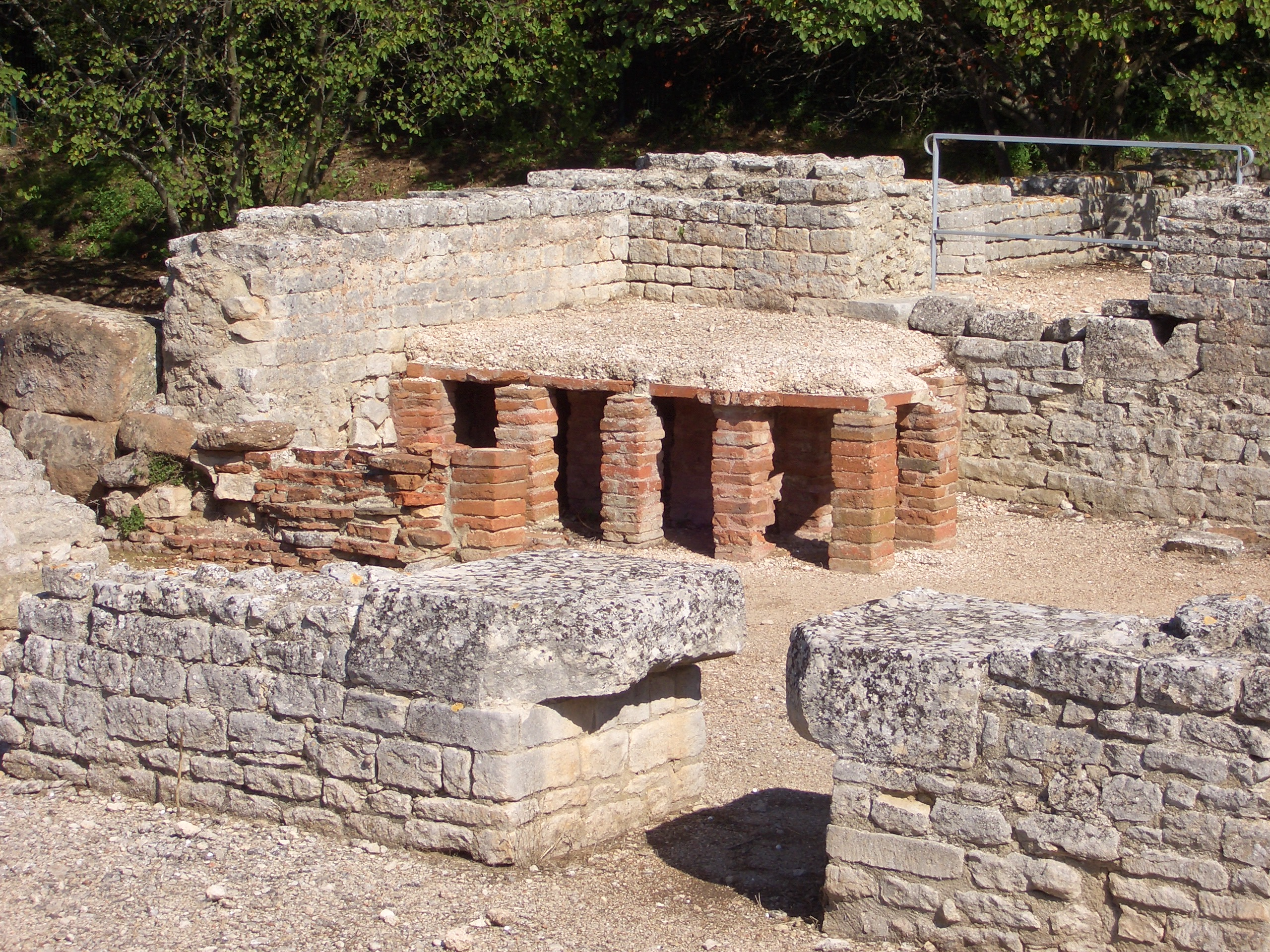
Hypokaustum

Die Überreste der Thermen befinden sich auf der östlichen Seite der Straße. Sie wurden zwischen 50 v. Chr. und 25 v. Chr. erbaut, gegen Ende des 1. Jahrhunderts erweitert und unter Lucius Verus (161–169) mit Marmor dekoriert. Der ältere nördliche Teil bestand aus drei Räumen, dem Caldarium (Heißbaderaum), dem Laconium (Trockenschwitzraum) mit einem heute  rekonstruierten Hypokaustum und dem Frigidarium (Kaltbaderaum), in dessen Grundmauern noch eine Wasserleitung zu erkennen ist. Der Erweiterungsbau umfasste eine zentrale Palästra (Sportplatz) mit dem Haupteingang sowie eine Natatio (Schwimmbecken).

### Hellenistische Häuser und Markt
Gegenüber standen zwei Häuser aus hellenistischer Zeit, die einen kleinen Marktplatz mit dem Heiligtum der Göttin Bona Dea flankieren. Vom nördlichen Haus der Antenpfeiler sind das Peristyl (Innenhof) und Säulen mit korinthischen Kapitellen erhalten, vom südlichen Haus des Attis aus dem 2. Jahrhundert v. Chr. ein Atrium mit einem flachen Impluvium (Wasserbecken), das von Säulen umgeben war, von denen nur noch die Basen erhalten sind.

### Forum und Umgebung

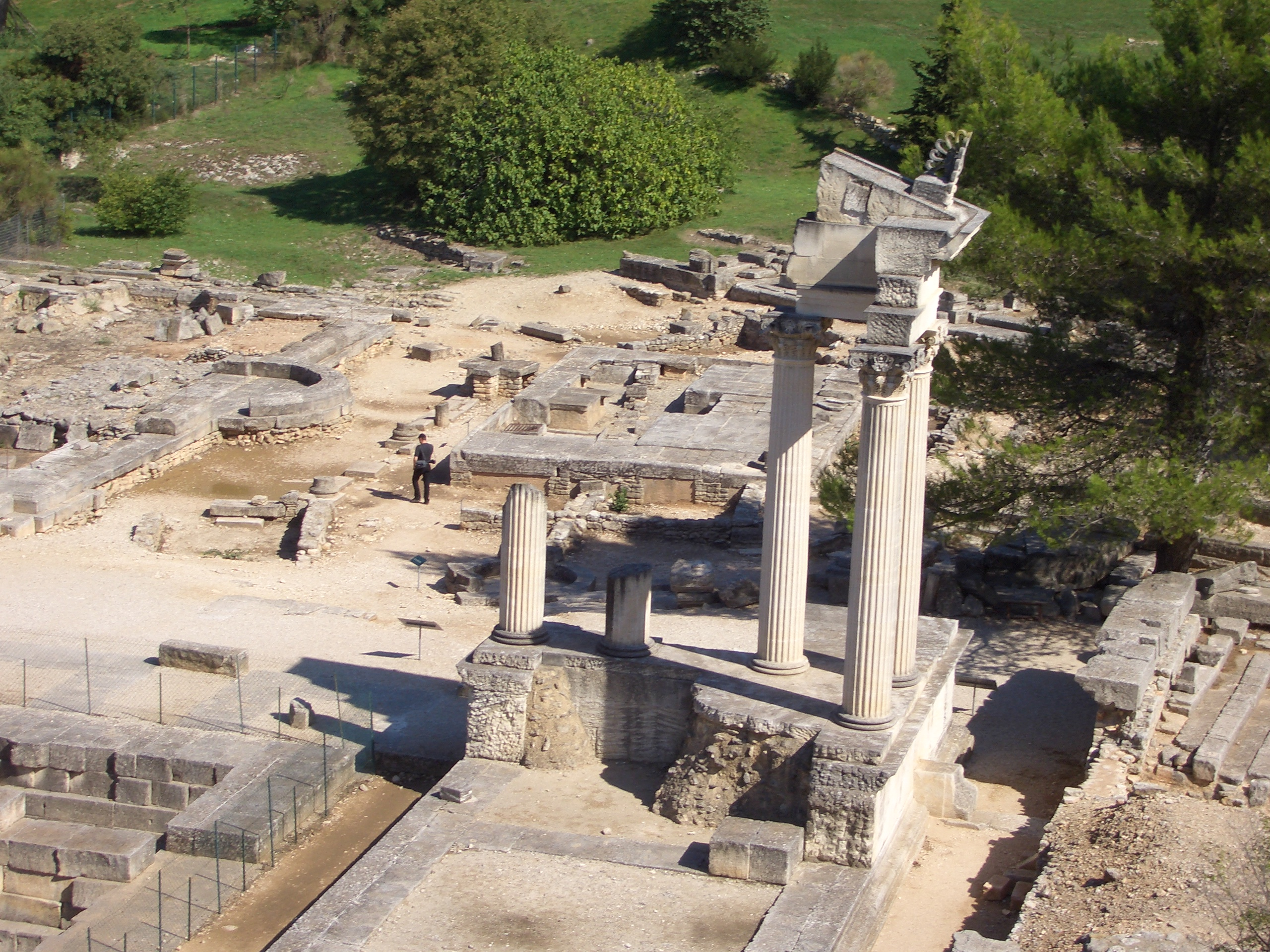
Forum

Bei den Ausgrabungen im Bereich des Forums waren vier unterschiedliche Phasen der Bebauung zu erkennen. Vom ursprünglichen Zentrum der gallo-griechischen Zeit sind noch die Reste eines Tempels in toskanischem Stil, ein Brunnen und zwei Säulen erhalten. Im 1. Jahrhundert v. Chr. wurde der Bereich mit Wohnhäusern überbaut. Für das erste römische Forum (25 v. Chr.) wurde das schräg abfallende Gelände dann aufgeschüttet. Das zweite, erweiterte Forum war von einer hohen Mauer umgeben. Bei der Restaurierung im Jahr 2007 wurde angestrebt, den letzten Zustand zu rekonstruieren.
Gegenüber dem ersten Forum entstanden im Jahr 20 v. Chr. zwei unterschiedlich große Tempel in korinthischem Stil, die später in das zweite Forum integriert wurden. Dahinter befand sich das griechische Bouleuterion, ein Freilichtauditorium, in dem sich die Würdenträger der Stadt zur Beratung versammelten.

### Heilquelle

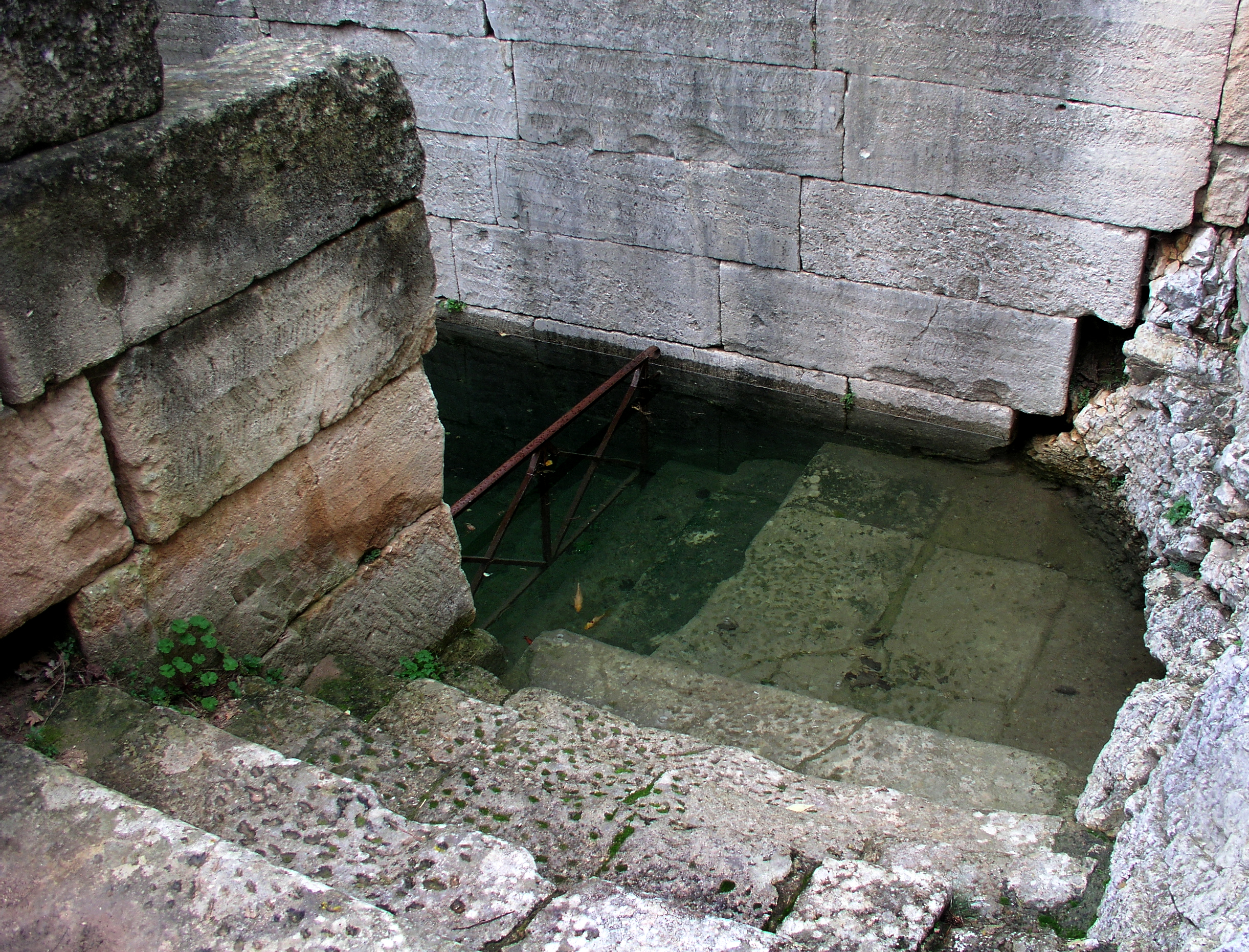
Becken der Heilquelle

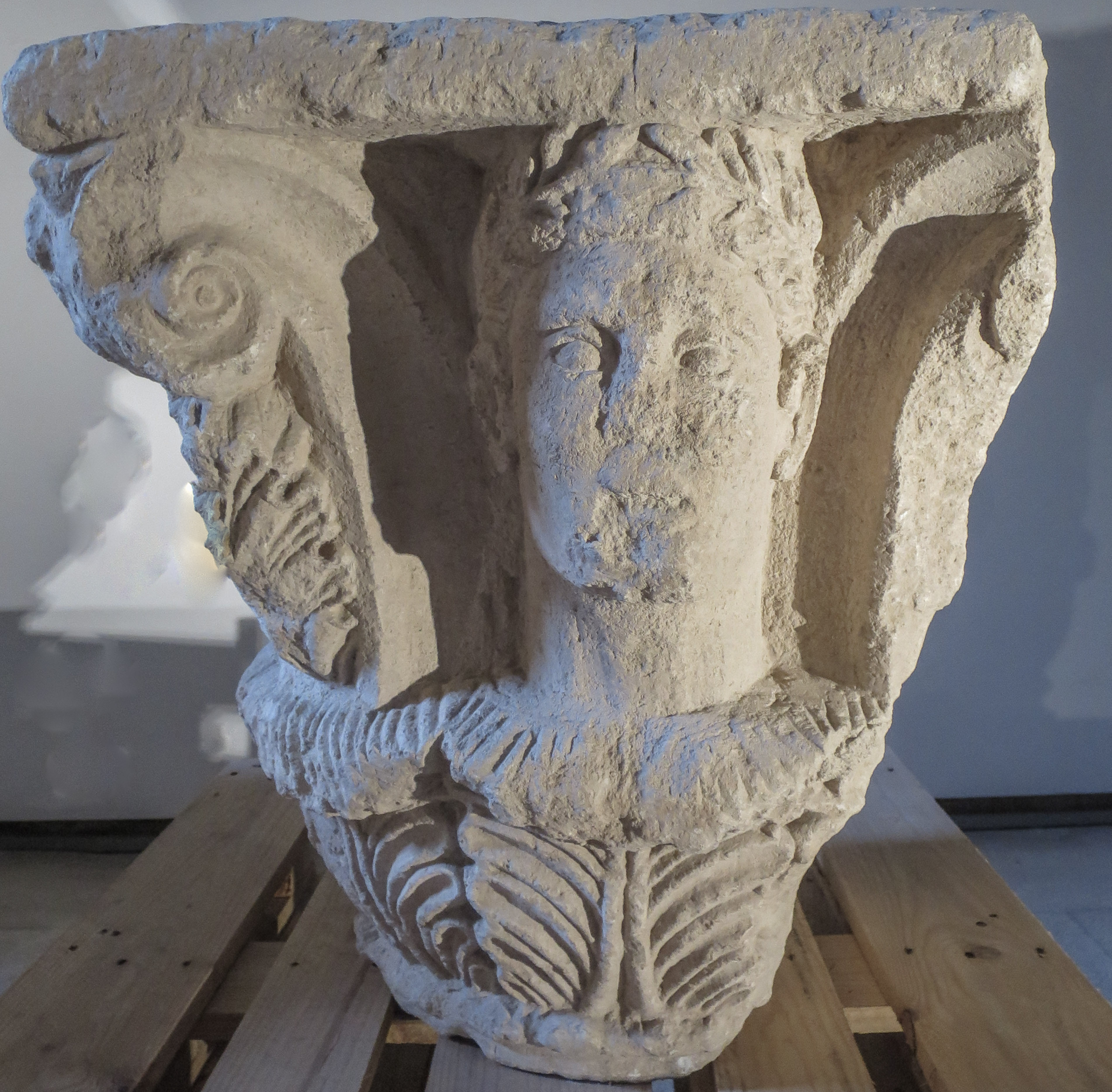
Kapitell mit figürlicher Darstellung

Weiter aufwärts markiert ein monumentales, C. Marcius Paetus geweihtes Grab den Eingang zum Bezirk der Heilquelle. Gegenüber befindet sich ein kleiner Tempel, den Marcus Agrippa vermutlich 39 v. Chr. der römischen Göttin der Gesundheit Valetudo weihte. Dahinter führt eine Steintreppe hinab zur Quelle, die aus einer tiefen, nicht zugänglichen Felsspalte entspringt.